# وندی هیوز
وندی هیوز (به انگلیسی: Wendy Hughes) (زاده ۲۹ ژوئیهٔ ۱۹۵۲-درگذشته ۸ مارس ۲۰۱۴) بازیگراسترالیایی است.
از فیلم‌های معروف او می‌توان به بازی در سریال رودخانه برفی، حرفه درخشان من، جاده بهشت، فریب و سرقت اشاره کرد.